# Arcidiocesi di Hartford

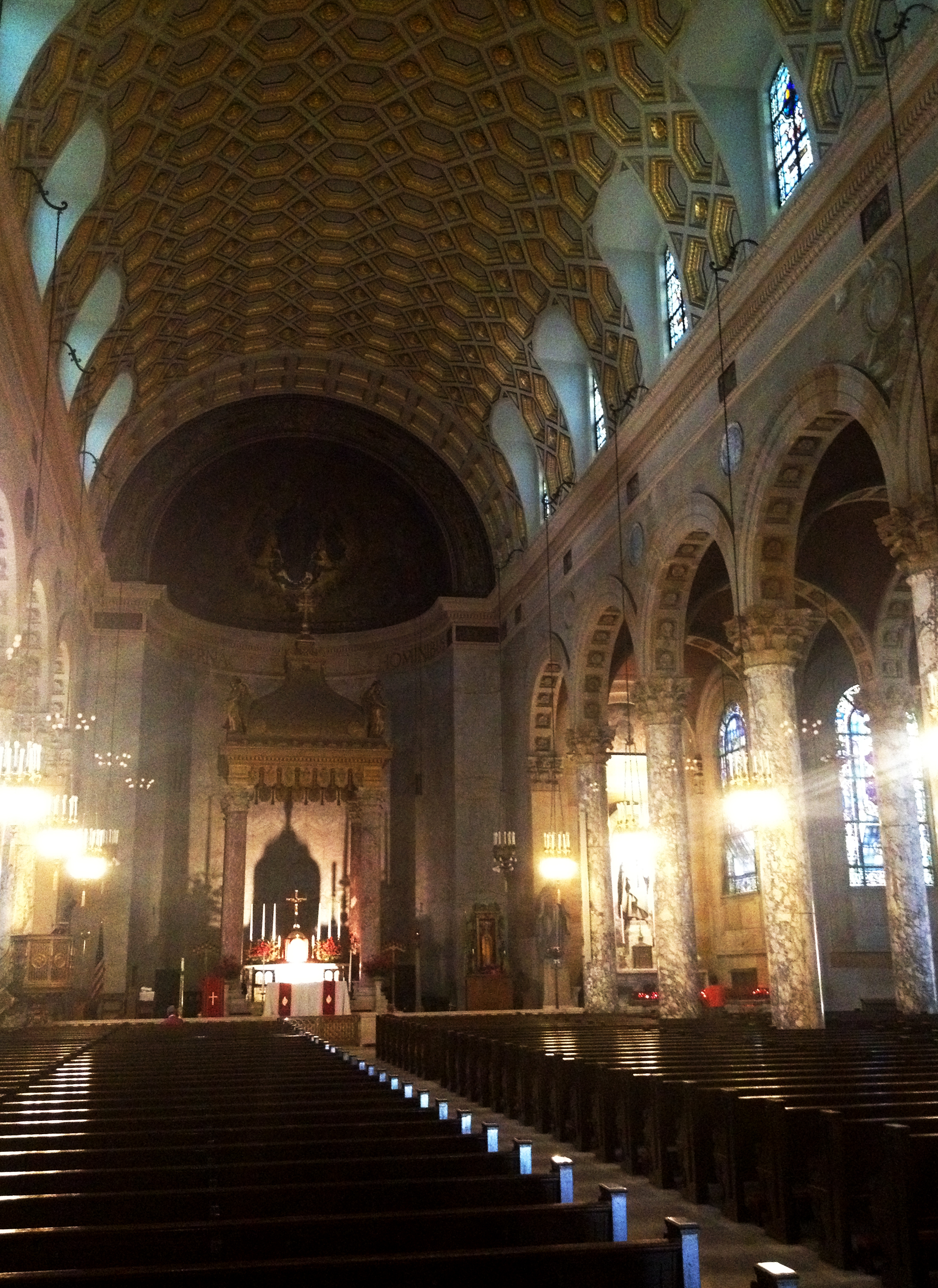
Interno della basilica minore dell'Immacolata Concezione di Waterbury.

L'arcidiocesi di Hartford (in latino Archidioecesis Hartfortiensis) è una sede metropolitana della Chiesa cattolica negli Stati Uniti d'America. Nel 2021 contava 734.240 battezzati su 1.926.810 abitanti. È retta dall'arcivescovo Christopher James Coyne.

## Territorio
L'arcidiocesi comprende tre contee del Connecticut, negli Stati Uniti d'America: Hartford, Litchfield e New Haven.
Sede arcivescovile è la città di Hartford, dove si trova la cattedrale di San Giuseppe (Cathedral of St. Joseph). A Waterbury sorge la basilica minore dell'Immacolata Concezione.
Il territorio si estende su 5.926 km² ed è suddiviso in 130 parrocchie.

### Provincia ecclesiastica
La provincia ecclesiastica di Hartford, istituita nel 1953, si estende sugli stati del Connecticut e del Rhode Island, e comprende le seguenti suffraganee:
- diocesi di Providence, eretta nel 1872.
- diocesi di Bridgeport, eretta nel 1953;
- diocesi di Norwich, eretta nel 1953.

## Storia
La diocesi di Hartford fu eretta il 28 novembre 1843 con il breve In suprema di papa Gregorio XVI, ricavandone il territorio dalla diocesi di Boston (oggi arcidiocesi), in seguito a una petizione dello stesso vescovo di Boston, Benedict Joseph Fenwick. La nuova diocesi comprendeva il Connecticut e Rhode Island.
Originariamente era suffraganea dell'arcidiocesi di Baltimora e contava circa 10 000 fedeli. Il primo vescovo, William Barber Tyler, indirizzò una petizione per chiedere il trasferimento della sede vescovile a Providence, cosa che ottenne in forza del breve Apostolici muneris di papa Pio IX del 4 maggio 1847.
Il 19 luglio 1850 entrò a far parte della provincia ecclesiastica dell'arcidiocesi di New York.
Bernard O'Reilly, secondo vescovo di Hartford, risiedette a Providence. Durante il suo episcopato cercò di difendere i cattolici dal movimento politico del Know Nothing, che intendeva distruggere il cattolicesimo americano. Morì in seguito al naufragio del piroscafo Pacific. Anche il terzo vescovo di Hartford, Francis Patrick MacFarland, risiedette a Providence, finché la diocesi il 16 febbraio 1872 cedette una porzione del suo territorio a vantaggio dell'erezione della diocesi di Providence.
Il 12 febbraio 1875 divenne suffraganea dell'arcidiocesi di Boston.
Thomas Galberry, quarto vescovo di Hartford, iniziò la costruzione della cattedrale, di cui pose la prima pietra il 29 aprile 1877. Durante l'episcopato di Lawrence Stephen McMahon la diocesi ebbe grande sviluppo: furono erette 48 parrocchie e 16 scuole parrocchiali. Nel 1882 il sacerdote Michael McGivney organizzò nella chiesa di Santa Maria di New Haven il primo nucleo dei futuri cavalieri di Colombo.
Nel 1889 il vescovo Michael Tierney istituì un seminario preparatorio. Inoltre fondò cinque ospedali diocesani. Durante l'episcopato di John Joseph Nilan furono erette diverse parrocchie per i cattolici di varie nazionalità, secondo un programma di divisione dei cattolici per etnie.
Nel secondo dopoguerra, in un periodo di prosperità finanziaria, il vescovo Henry Joseph O'Brien istituì nuove parrocchie nelle periferie.
Il 6 agosto 1953 ha ceduto altre porzioni di territorio a vantaggio dell'erezione delle diocesi di Bridgeport e di Norwich e nel contempo è stata elevata al rango di arcidiocesi metropolitana con la bolla Considerantibus Nobis di papa Pio XII.
Nel Capodanno del 1956 la cattedrale fu distrutta da un incendio. L'arcivescovo O'Brien incominciò immediatamente la costruzione di una nuova cattedrale sul medesimo sito dell'edificio distrutto. La nuova cattedrale fu consacrata dal vescovo ausiliare John Hackett il 15 maggio 1962.
Il 4 agosto 1962, con la lettera apostolica Insidet in animis, papa Giovanni XXIII ha proclamato San Giuseppe patrono principale dell'arcidiocesi.
Nel 1996, sotto la guida dell'arcivescovo Daniel Anthony Cronin, l'arcidiocesi ha celebrato un sinodo in quattro sessioni.
Nel 2005 l'arcidiocesi è stata denunciata da 43 persone, che si sono dichiarate vittime di abusi sessuali da parte di 12 sacerdoti dell'arcidiocesi a partire dagli anni sessanta; l'arcidiocesi ha ottenuto il ritiro della denuncia a seguito di un accordo extragiudiziario con il quale ha riconosciuto alle 43 persone 22 milioni di dollari.
Nel febbraio 2012 è stata invece riconosciuta colpevole di negligenza per aver permesso ad uno dei suoi sacerdoti, Ivan Ferguson, di entrare in contatto con i minori sebbene fosse un noto pedofilo; l'arcidiocesi aveva restituito a Ferguson la possibilità di entrare in contatto con i minori dopo che gli esperti consultati avevano concluso che Ferguson fosse in grado di controllare le sue pulsioni. La sentenza ha condannato l'arcidiocesi al pagamento di un milione di dollari a titolo di risarcimento per un uomo che all'epoca dei fatti, negli anni ottanta, aveva 13 anni e che fu vittima di abusi, insieme ad un amico, per due anni.

## Cronotassi dei vescovi
Si omettono i periodi di sede vacante non superiori ai 2 anni o non storicamente accertati.
- William Barber Tyler † (28 novembre 1843 - 18 giugno 1849 deceduto)
- Bernard O'Reilly † (9 agosto 1850 succeduto - 23 gennaio 1856 deceduto)
- Francis Patrick MacFarland † (11 dicembre 1857 - 12 ottobre 1874 deceduto)
- Thomas Galberry, O.S.A. † (17 febbraio 1876 - 10 ottobre 1878 deceduto)
- Lawrence Stephen McMahon † (16 maggio 1879 - 21 agosto 1893 deceduto)
- Michael Tierney † (2 dicembre 1893 - 5 ottobre 1908 deceduto)
- John Joseph Nilan † (14 febbraio 1910 - 13 aprile 1934 deceduto)
- Maurice Francis McAuliffe † (23 aprile 1934 - 15 dicembre 1944 deceduto)
- Henry Joseph O'Brien † (7 aprile 1945 - 20 novembre 1968 dimesso[8])
- John Francis Whealon † (28 dicembre 1968 - 2 agosto 1991 deceduto)
- Daniel Anthony Cronin (10 dicembre 1991 - 20 ottobre 2003 ritirato)
- Henry Joseph Mansell (20 ottobre 2003 - 29 ottobre 2013 ritirato)
- Leonard Paul Blair (29 ottobre 2013 - 1º maggio 2024 ritirato)
- Christopher James Coyne, succeduto il 1º maggio 2024

## Statistiche
L'arcidiocesi nel 2021 su una popolazione di 1.926.810 persone contava 734.240 battezzati, corrispondenti al 38,1% del totale.
| anno | popolazione | popolazione | popolazione | presbiteri | presbiteri | presbiteri | presbiteri                | diaconi | religiosi | religiosi | parrocchie |
| anno | battezzati  | totale      | %           | numero     | secolari   | regolari   | battezzati per presbitero | diaconi | uomini    | donne     | parrocchie |
| ---- | ----------- | ----------- | ----------- | ---------- | ---------- | ---------- | ------------------------- | ------- | --------- | --------- | ---------- |
| 1950 | 670.000     | 1.709.242   | 39,2        | 875        | 718        | 157        | 765                       |         | 296       | 2.319     | 280        |
| 1966 | 766.838     | 1.632.600   | 47,0        | 752        | 574        | 178        | 1.019                     |         | 462       | 2.048     | 203        |
| 1970 | 833.746     | 1.698.400   | 49,1        | 760        | 587        | 173        | 1.097                     |         | 258       | 1.950     | 208        |
| 1976 | 829.836     | 1.739.970   | 47,7        | 659        | 538        | 121        | 1.259                     | 31      | 283       | 1.061     | 221        |
| 1980 | 796.000     | 1.762.000   | 45,2        | 643        | 522        | 121        | 1.237                     | 137     | 268       | 791       | 223        |
| 1990 | 811.782     | 1.804.000   | 45,0        | 569        | 493        | 76         | 1.426                     | 267     | 230       | 954       | 225        |
| 1999 | 757.793     | 1.806.705   | 41,9        | 544        | 411        | 133        | 1.393                     | 544     | 40        | 1.001     | 220        |
| 2000 | 742.958     | 1.802.981   | 41,2        | 526        | 390        | 136        | 1.412                     | 294     | 321       | 967       | 219        |
| 2001 | 745.069     | 1.805.278   | 41,3        | 519        | 383        | 136        | 1.435                     | 308     | 292       | 937       | 218        |
| 2002 | 719.963     | 1.863.384   | 38,6        | 499        | 365        | 134        | 1.442                     | 308     | 290       | 901       | 218        |
| 2003 | 698.655     | 1.873.983   | 37,3        | 502        | 369        | 133        | 1.391                     | 308     | 287       | 883       | 216        |
| 2004 | 694.220     | 1.873.986   | 37,0        | 456        | 335        | 121        | 1.522                     | 300     | 266       | 833       | 215        |
| 2006 | 686.231     | 1.910.542   | 35,9        | 455        | 344        | 111        | 1.508                     | 287     | 232       | 827       | 213        |
| 2013 | 723.000     | 2.011.000   | 36,0        | 405        | 311        | 94         | 1.785                     | 307     | 211       | 628       | 213        |
| 2016 | 738.000     | 2.054.000   | 35,9        | 410        | 298        | 112        | 1.800                     | 209     | 219       | 579       | 212        |
| 2019 | 738.700     | 1.938.000   | 38,1        | 361        | 282        | 79         | 2.046                     | 214     | 284       | 440       | 131        |
| 2021 | 734.240     | 1.926.810   | 38,1        | 329        | 271        | 58         | 2.231                     | 207     | 338       | 434       | 130        |